# Норрингтон, Стивен
Стивен Норрингтон (англ. Stephen Norrington; род. 1964, Лондон) — британский кинорежиссёр, снявший фильмы «Машина смерти», «Блэйд» и «Лига выдающихся джентльменов», последние два из которых являются адаптациями одноимённых комиксов.

## Жизнь и карьера
Стивен Норрингтон родился в 1964 году в Лондоне, изучал искусство и инженерию в колледже. Сначала он работал в кино в качестве специалиста по спецэффектам на таких фильмах как «Чужие» и «Считанные секунды».
Его дебют как режиссёра состоялся в 1994 году, когда он снял фильм «Машина смерти». В 1998 году он срежиссировал фильм «Блэйд», ставший хитом кассовых сборов и принёсший Норрингтону международную известность. Но, несмотря на успех фильма, Норрингтон отказался снимать продолжение. Его последняя режиссёрская работа — это «Лига выдающихся джентльменов».

## Фильмография

### Режиссёр
- 1994 — Машина смерти / Death Machine
- 1998 — Блэйд / Blade (также исполнил камео Майкла Морбиуса)
- 2001 — В последний момент[англ.] / The Last Minute
- 2003 — Лига выдающихся джентльменов / The League of Extraordinary Gentlemen

## Нереализованные проекты
1. Норрингтон первоначально был прикреплён к фильму «Призрачный гонщик» (2007) Dimension Films, до того, как проект был приобретён компанией Columbia Pictures.
2. Постановщик претендовал на режиссёрское кресло фильма «Фредди против Джейсона» (2003), но вместо него выбрали Ронни Ю.
3. Режиссёр мог снять ремейк 2010 года фэнтезийного фильма «Битва титанов» (1981), но он выбыл из проекта и его место занял режиссёр фильма «Невероятный Халк» Луи Летерье.
4. Норрингтон должен был снимать перезагрузку фильма «Ворон» (1994), к которому совместно с Ником Кейвом написал сценарий. Но у него возникли разногласия с продюсерами фильма и Норрингтон ушёл с поста режиссёра[1][2][3][4].
5. В октябре 2008 года разрабатывал приквел к «Блэйду», в которой Стивен Дорфф повторял свою роль Дьякона Фроста[5][6]. Однако, проект не был реализован.
6. В 2010 сообщалось, что Норрингтон срежиссирует и напишет сценарий к сверхъестественному триллеру «Потерянный патруль» производства Legendary Pictures.[7][8][9]